# Pronotogrammus multifasciatus
Pronotogrammus multifasciatus är en fiskart som beskrevs av Gill, 1863. Pronotogrammus multifasciatus ingår i släktet Pronotogrammus och familjen havsabborrfiskar. IUCN kategoriserar arten globalt som livskraftig. Inga underarter finns listade i Catalogue of Life.